# Белое Озеро (Московская область)
Бе́лое О́зеро — деревня в Воскресенском муниципальном районе Московской области. Входит в состав городского поселения Белоозёрский. Население — 285 чел. (2010).

## География

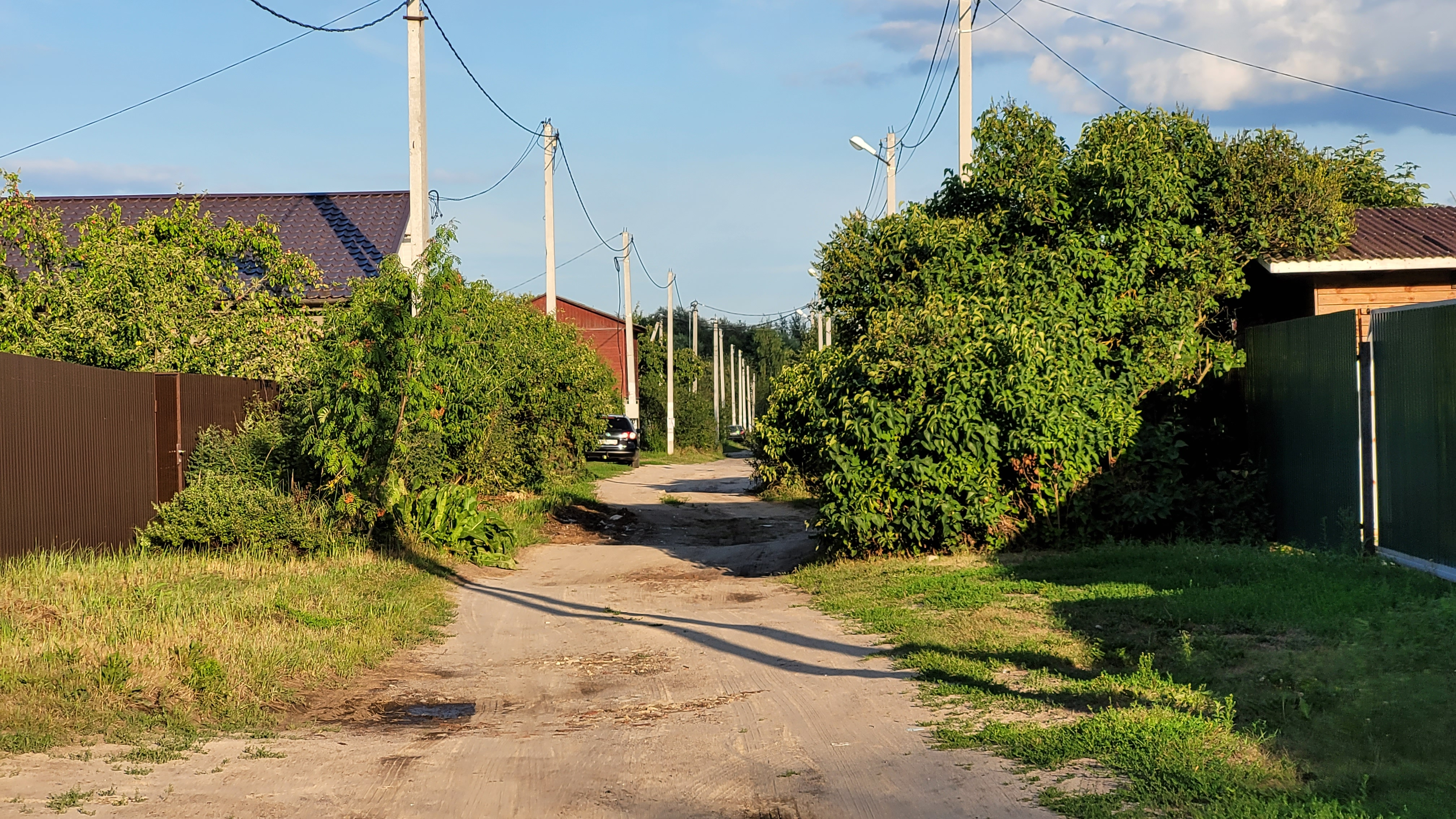
Деревня Белое Озеро у Фаустово. Вид улицы.

Деревня Белое Озеро расположена в северо-западной части Воскресенского района, примерно в 18 км к северо-западу от города Воскресенск. Высота над уровнем моря 120 м. В 0,5 км к северо-западу от деревни находится озеро Белое. В деревне 11 улиц, приписано 2 СНТ. Ближайшие населённые пункты — сёла Фаустово и Юрасово.

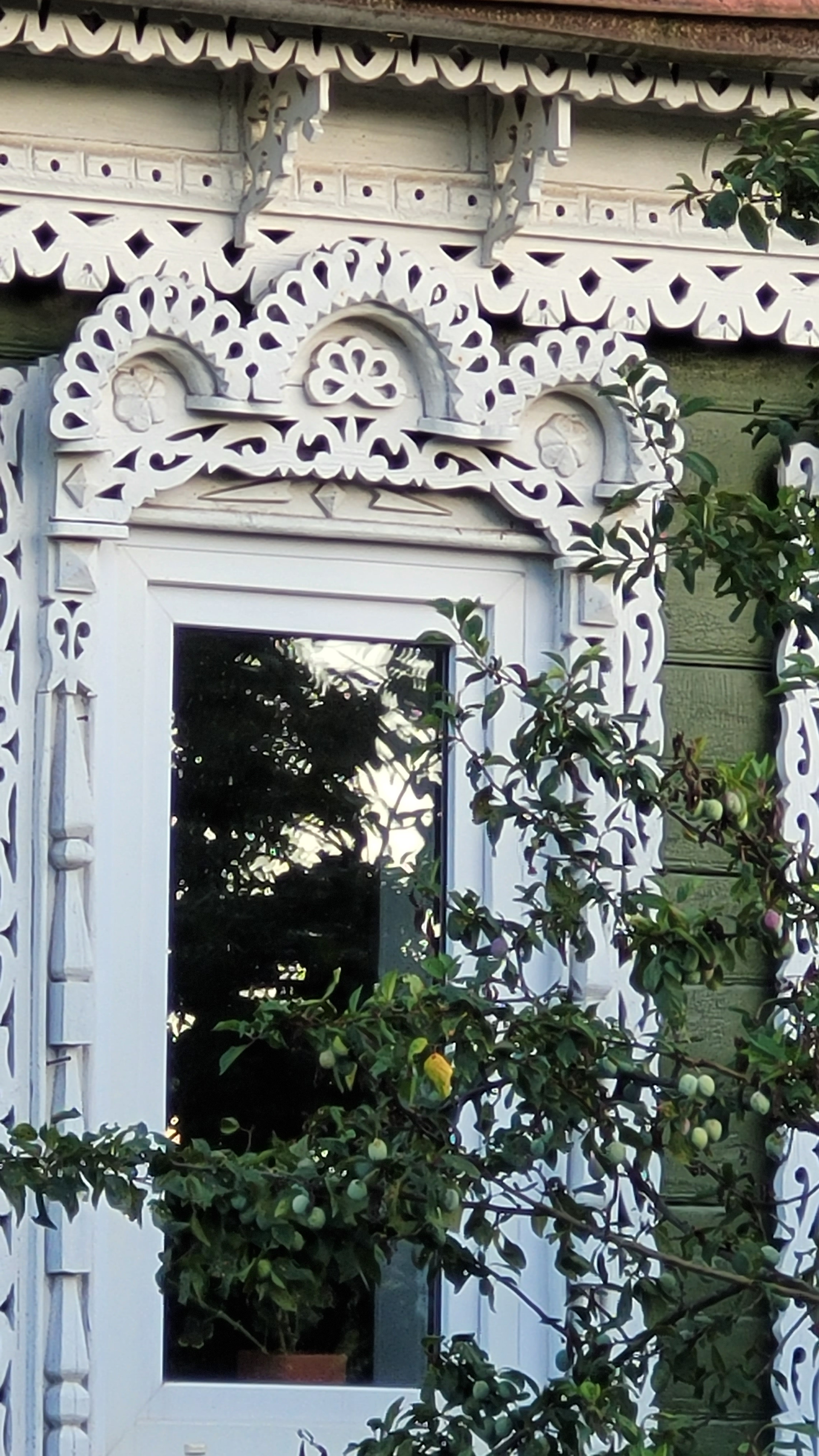
Дом с наличниками в деревне Белое Озеро у Фаустово. Детали.

## Название
Название связано с расположением деревни около Белого озера.

## История
До муниципальной реформы 2006 года Белое Озеро входило в состав Михалёвского сельского округа Воскресенского района.

## Население
По переписи 2002 года в деревне проживало 372 человека (161 мужчина, 211 женщин).
| 2002 | 2010 |
| ---- | ---- |
| 372  | ↘285 |